# Dwight Bolinger
Dwight Bolinger (18 de janeiro de 1907 — Palo Alto, 23 de fevereiro de 1992) foi um linguista estadunidense, professor de línguas românicas da Universidade Harvard. Ele começou sua carreira como editor da American Speech e foi eleito presidente da Associação Americana de Professores de Espanhol e Português em 1960. Seu trabalho foi marcante por sua abordagem prática da análise da linguagem humana, chegando a abordar uma ampla gama de assuntos, como semântica, entoação, simbolismo fonético e políticas linguísticas.
Ele foi eleito presidente da Sociedade Linguística da América em 1972 e recebeu o Prêmio Orwell por seu livro Language — The Loaded Weapon. O também linguista Geoffrey Nunberg descreveu Bolinger como "um dos semanticistas mais ilustres" do século XX, apontando seu "ouvido sensível para as nuances das palavras".